# NORAD

Quân hiệu của NORAD.

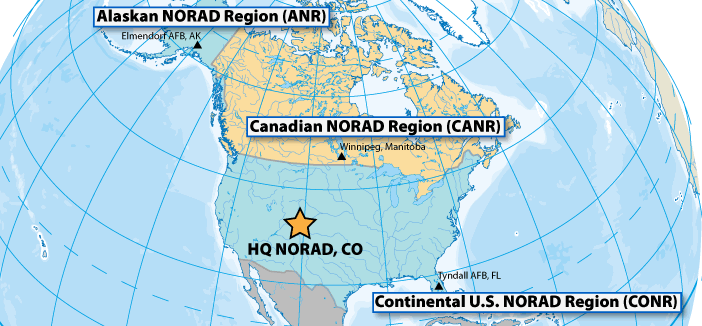
Bản đồ khu vực NORAD bao gồm hai nước Mỹ và Canada, trụ sở chính ở Colorado và ba chi bộ: Elmendorf, Alaska; Winnipeg, Canada; và Tyndall, Florida

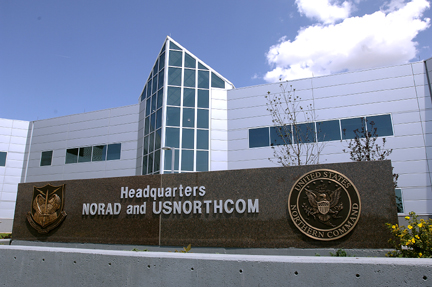
Trụ sở chỉ huy NORAD

NORAD, tên đầy đủ là Bộ Chỉ huy Phòng không Bắc Mỹ (tiếng Anh: North American Air Defense Command) hay Bộ Tư lệnh Phòng thủ Không gian Bắc Mỹ (tiếng Anh: North American Aerospace Defense Command),  là cơ quan quân sự phối hợp của Hoa Kỳ và Canada nhằm cảnh báo và bảo vệ không phận của hai quốc gia Bắc Mỹ này.
Trụ sở tư lệnh đặt tại Căn cứ Không quân Peterson gần Colorado Springs, Colorado. Dẫn đầu phái đoàn Hoa Kỳ là một vị tướng bốn sao (đại tướng); Canada là một vị tướng ba sao.